# Firma
Firma je ime pod katerim posluje družba. Je torej instrument individualizacije družbe, medtem ko se zavod individualizira z imenom. Izraz izhaja iz latinske besede firmare, ki pomeni podpisati, potrditi. V pogovornem jeziku se izraz firma pogosto uporablja kot sinonim za podjetje ali gospodarsko družbo.